# Ibrahimpur, Navalgund
Ibrahimpur là một làng thuộc tehsil Navalgund, huyện Dharwad, bang Karnataka, Ấn Độ.